# 12 opic
12 opic (v izvirniku angleško 12 Monkeys) je ameriški znanstvenofantastični film režiserja Terryja Gilliama, ki temelji na francoskem filmu La Jetée iz leta 1962. Film so snemali v Baltimoru in Filadelfiji, kjer se zgodba tudi odvija.
Film je bil dobro sprejet in je ustvaril približno 168 milijonov dolarjev prihodka, prejel pa je tudi številne nagrade.

## Zgodba
James Cole je kriminalec, ki živi v svetu po apokalipsi. Med letoma 1996 in 1997 je po vsem svetu izbruhnil smrtonosen virus, ki je pomoril 5 milijard ljudi, preživeli pa so se umaknili pod zemljo, površje pa so zasedle divje živali. Znanstveniki zato Jamesu v zameno za pomilostitev ponudijo potovanje v leto 1996, da bi zbral podatke in vzorce virusa, ki naj bi ga razširila teroristična organizacija, imenovana Vojska dvanajstih opic. Tekom filma ima James večkrat nočne more, kjer se mu prikazujejo prizori policijskega zasledovanja in streljanja na letališču, v katerem je bil en človek ubit.
Cole gre v preteklost, vendar pristane v letu 1990 in ne v letu 1996, kot je bilo načrtovano. Tam ga hitro odkrijejo in odpeljejo v bolnišnico za duševne bolezni, kjer ga sprejme zdravnica Kathryn Railly, ki tudi prevzame njegov primer. Njegovo pripovedovanje o iztrebljenju večjega dela svetovnega prebivalstva ravno tako nihče ne jemlje resno. James tam spozna tudi pacienta Jeffreya Goinesa, ki ves čas govori o pravicah živali in boju proti potrošniški družbi, vendar trdi, da ni nor. Kasneje James poskusi pustiti sporočilo na telefonskem odzivniku na številki, katero nadzirajo znanstveniki iz prihodnosti, vendar mu to ne uspe. Kmalu poskusi tudi pobegniti, vendar ga ujamejo in zaprejo v samico, od koder izgine in se vrne v prihodnost. Tam mu znanstveniki predvajajo sporočilo z nekega telefonskega odzivnika, ki ga usmeri na lokacijo skrivališča Vojske dvanajstih opic in mu pove, da so oni odgovorni za razširitev virusa. Znanstveniki mu pokažejo tudi fotografije vpletenih ljudi, in med njimi prepozna tudi Jeffreya Goinesa. Nato ga ponovno pošljejo v preteklost, tokrat v leto 1996.
Po prihodu v leto 1996 Cole ugrabi dr. Raillyjevo in začne iskati Goinesa, za katerega verjame, da je ustanovil Vojsko dvanajstih opic. Ko ga končno najde, Goines zanika, da bi imel karkoli z virusi in pove, da je ideja o iztrebljenju človeštva Jamesova ideja in da jo je prvič slišal od njega v letu 1990. Ko prispe policija, Cole ponovno izgine nazaj v prihodnost.
Dr. Railly kmalu začne verjeti, da ima Cole s svojim pripovedovanjem prav, ravno tako najde fotografijo iz 1. svetovne vojne, na kateri je tudi Cole, ki se je med enim od ponesrečenih časovnih potovanj znašel v francoskem strelskem jarku. Tudi ona nato poskusi pustiti sporočilo na telefonskem odzivniku, ki je točno enako tistemu, ki ga je dobil Cole v prihodnosti tik pred drugim odhodom v preteklost. 
Cole v tem času prepriča znanstvenike, naj ga še tretjič pošljejo v preteklost. Ko se vrne, tudi dr. Railliyeva začne verjeti, da je prihajajoča apokalipsa resnična in zato se oba odpravita na Florido, kjer bi v miru preživela preostali čas do apokalipse.
Ker ju policija zdaj intenzivno išče, se oba maskirata in se napotita na letališče. Med potjo tja padeta v prometni zastoj in taksistka jima pojasni, da so prometne zastoje povzročile živali, ki jih je iz živalskega vrta izpustila skrivnostna skupina z imenom Vojska dvanajstih opic. Na letališču Cole ponovno pokliče telefonski odzivnik in znanstvenikom v prihodnosti pusti sporočilo, da Vojska dvanajstih opic ni razširila virusa in da so na napačni sledi ter da se ne namerava vrniti. Kmalu zatem se ob njem pojavi njegov prijatelj Jose in mu izroči pištolo ter mu naroči, naj dokonča nalogo. V tem času dr. Raillyjeva opazi dr. Petersa iz virološkega laboratorija, ki ga je vodil Jeffreyev oče, ki se ravno odpravlja na potovanje po več svetovnih prestolnicah, ki po Coleovem spominu ustrezajo prestolnicam, kjer se je pojavil virus. Cole zato steče za Petersom in ga poskuša ustaviti, vendar pred tem sam pade pod streli policije. Ko mu dr. Raillyjeva poskusi pomagati, sama opazi dečka, ki nemo opazuje situacijo. Ta deček je James Cole kot otrok, ki je videl lastno smrt, kar je povzročilo njegove dolgoletne nočne more.
Dr. Peters se uspešno vkrca na letalo in sede poleg znanstvenice dr. Jones, ki je tudi ena od znanstvenic v prihodnosti. Ker dr. Petersu pove, da dela v zavarovalništvu, je nepojasnjeno vprašanje, ali je prišla z namenom ustaviti Petersa ali pa poskusiti od njega pridobiti vzorec virusa, ki bi ga v prihodnosti lahko uporabili za izdelavo cepiva.